# Johann Urban Kym
Johann Urban Kym (* 9. Juli 1805 in Möhlin; † 14. April 1889 in Möhlin) war ein Schweizer Unternehmer und Politiker.

## Biografie
Johann Urban Kym (Aussprache [kχiːm]) wurde 1805 als zweitältester von drei Söhnen des Johann Urban Kym und der Anna Maria Theresia Kym geb. Waldmeyer geboren. Bereits im Jahre 1605 wird Jacob Kym, ein Vorfahre von Johann Urban Kym, als «der alte Müller» von Möhlin erwähnt. Während Jahrhunderten hatte die Familie Kym, welche das Ortsbürgerrecht von Möhlin besass, im Fricktaler Dorf eine Müllerdynastie aufgebaut. Bei der Erbteilung nach dem Tod des Vaters erhielt Johann Urban Kym die obere Mühle und die dazugehörige Sägerei im Ortsteil Stadelbach.
Nach dem Besuch der Gemeindeschule erhielt Johann Urban Kym Privatunterricht durch einen Pfarrer in Rheinfelden. Er erlernte in Neuchâtel die Französische Sprache und besuchte anschliessend die Forstschule in Karlsruhe. Danach setzte er sein Forststudium an der Universität Berlin fort und schloss auch ein Studium in Ingenieurwissenschaften und Ökonomie ab. Daneben interessierte er sich auch für Philosophie.
Nach seinem Studium kehrte er nach Möhlin zurück und trat ins praktische und wirtschaftliche Leben ein. Als Besitzer einer Mühle und einer Sägerei handelte Johann Urban Kym anfänglich mit Mehl, Getreide und Holz. Später dehnte er sein Handelsgeschäft auf Gips, Heu und Wein aus und stieg in den Grosshandel ein. Als Grosshändler und Geldverleiher zu einer Zeit, als in ländlichen Gegenden noch kein Bankwesen bestand, erwarb Johann Urban Kym bald ein bedeutendes Vermögen. Er gründete 1876 die Spar- und Leihkasse Möhlin, welche auch gleich Kyms Bankkunden übernahm. Johann Urban Kym war bis zu seinem Tode Verwaltungsratspräsident dieser Dorfbank.
Die Entdeckung eines Kochsalzlagers 1836 im rund 15 km entfernten Schweizerhalle (Kanton Basel-Landschaft) brachte Johann Urban Kym auf den Plan, weiter östlich auf Aargauer Boden ebenfalls nach Salzlagern zu suchen. Ein erstes Konzessionsgesuch wurde von der aargauischen Regierung abgewiesen. Noch vor dem Entscheid eines zweiten Gesuches begann Johann Urban Kym in Kaiseraugst an der Ergolz nach Salz zu bohren. Am 18. September 1841 erreichte er in 138 Metern Tiefe schliesslich das Salzlager, wobei sich die Ausbeute als nicht sehr ergiebig erwies. Kurz darauf gründete er die Firma Kym & Cie.
Am 22. Mai 1844 wurden durch weitere Bohrungen einer anderen Gesellschaft östlich von Rheinfelden weitaus grössere Salzlager entdeckt. Knapp einen Monat später, am 20. Juni 1844, erhielt diese Gesellschaft bereits die Konzession für die Saline Rheinfelden. Die neue Konkurrenz aus Rheinfelden veranlasste Kym, noch weiter östlich im Gebiet Kleingrüt bei Riburg, direkt an der Grenze zu Möhlin, nach weiteren Salzlagern zu bohren. Das Konzessionsgesuch für die Salzförderung wurde jedoch erneut abgewiesen. Ein Bittgesuch der Gemeinde Möhlin sowie eine Petition von Bürgern aus dem ganzen Kanton führten schliesslich zum Einlenken der Regierung. Am 31. August 1846 erteilte der Grosse Rat die Konzession für die Saline Riburg. Mit diesem Entscheid wurde die Schweiz in Bezug auf den Kochsalzbedarf unabhängig vom Ausland. Anfangs 1848 wurde der Betrieb der Saline Riburg eröffnet. Bereits zwei Jahre später fusionierten die zwei sich konkurrenzierenden Salinen Rheinfelden und Riburg, worauf Johann Urban Kym Verwaltungsratspräsident der neuen Gesellschaft wurde.
Im März 1855 hatte sich die Gemeinde Möhlin zum ersten Mal mit der Frage des Eisenbahnbaus zu befassen. Johann Urban Kym verstand es, sich erfolgreich für die Beteiligung der Gemeinde an den Baukosten der Bözbergbahn zu engagieren. Nach langen Verhandlungen zwischen den betroffenen Gemeinden, Landeigentümern, dem Kanton und der Eisenbahngesellschaft wurde schliesslich am 24. Februar 1871 die Streckenführung definitiv festgelegt. Johann Urban Kym war massgeblich am Entscheid der Streckenführung im Bereich um Möhlin beteiligt. So wünschte er, dass die Bahnlinie möglichst nördlich und damit in der Nähe der Saline Riburg durchführte. Diese Streckenführung brachte für Möhlin schwere Eingriffe mit sich. Die neue Eisenbahnlinie führte über einen hohen Damm mitten durch das Dorf und trennte fortan Untermöhlin von Riburg. Um das Gefälle des Bahntrassees gleichmässig zu verteilen, musste ausserdem durch das Möhliner Feld ein tiefer Einschnitt gegraben werden. Es ist heute kaum vorstellbar, wie das Ortsbild vom Möhlin aussehen würde, wenn eine der drei anderen Varianten realisiert worden wäre.
Johann Urban Kym war auch politisch aktiv. So war er von 1830 bis 1832 aargauischer Bezirksrichter und von 1832 bis 1838 Forstinspektor der Stadt Rheinfelden. Von 1846 bis 1852 sowie von 1868 bis 1872 war Johann Urbann Kym Mitglied des aargauischen Grossen Rates.